# 松村謙二
松村 謙二（まつむら けんじ、男性、1960年2月15日 - ）は、日本のプロボクサー。兵庫県高砂市出身。JA加古川ジム→KTT河合ジム所属。
1992年の鬼塚勝也戦の前に、松村 謙一（まつむら けんいち）と改名した。

## 来歴
兵庫県立加古川西高等学校から大阪体育大学に進みボクシング部に所属。大学卒業後、警官となったが、退職してアマチュアボクサーとして活躍、1984年全日本社会人ボクシング選手権大会優勝。大学の1年後輩にロス五輪日本代表の高見公明、高校の後輩に元東洋太平洋女子ライトフライ級王者竹中佳がいる。
結婚を機にボクシングから離れ、教師（中学・体育）となった。しかし、またしても教師を辞めて、今度はプロボクサーを目指しトレーニングを開始。
1985年7月23日、プロデビュー。
1986年1月23日、プロ3戦目で名嘉真堅徳（元日本ライトフライ級王者）と対戦し、判定負け。
1987年5月3日、プロ8戦目でOPBF東洋太平洋フライ級王者タノムサク・シスボーベー（タイ）に挑戦し、2-1（116-115、115-113、115-117）の判定勝ちで王座獲得。以後、3度の防衛に成功。
1989年4月8日、13戦目で世界初挑戦。横浜文化体育館でWBA世界ジュニアバンタム級王者カオサイ・ギャラクシー（タイ）に挑むも、10回にダウンを奪われるなどして0-3の判定負け。王座獲得に失敗した。負けはしたものの、KO率の高いカオサイに対し、判定まで持ち込む粘りを見せた。
1989年10月31日、神戸ワールド記念ホールでカオサイに再挑戦するも、3回・8回にダウンを奪われるなど劣勢となり、最終12回2分56秒TKO負けでリベンジに失敗した。
1990年10月20日、敵地でWBC世界ジュニアバンタム級王者文成吉（韓国）に挑戦。1回に2度、3回に1度ダウンを奪われる劣勢となった。5回、偶然のバッティングで王者の両目尻が切れたと判断され、この回終了時にドクターストップ。負傷判定の結果、0-3の判定負け。3度目の世界王座挑戦に失敗した。
その後、画数占いによりリングネームを松村謙一と改めた。
1992年9月11日、日本武道館でWBA世界ジュニアバンタム級王者鬼塚勝也に挑むも、4回に2度のダウンを奪われた末、5回TKO負け。4度目の世界王座挑戦に失敗した。
試合後、所属するJA加古川ジムから引退を勧告されるも、それを拒否。横浜のKTT河合ジムに移籍。
1993年4月6日、再起戦で日本ジュニアバンタム級王者川島郭志に挑戦するも、開始当初から圧倒され、5回開始直後にセコンドからタオルが投入されTKO負け。この試合を最後に引退した。

## 戦績
- アマチュア：40戦33勝7敗
- プロ：20戦12勝8KO7敗1分

## 獲得タイトル
- 第18代OPBF東洋太平洋フライ級王座（防衛3度）